# جيم غوش
جيم غوش هو سياسي أمريكي، ولد في 13 أبريل 1951. نشط حزبياً في الحزب الديمقراطي والحزب الجمهوري. وقد انتخب عضو مجلس نواب كنتاكي ‏.